# Studebaker Coupe Express
La Coupe Express è stato un pick-up costruito dalla Studebaker dal 1937 al 1939. Al contrario di altri pick-up concorrenti, il Coupé Express univa lo styling di un'autovettura ad un cassone di grandi dimensioni.

## Contesto
Il Coupe Express fu creata usando come base la Studebaker Dictator, progettando la cabina guida, la meccanica dell'auto (ossia l'insieme di sospensioni, freni, cambio e motore) ed il frontale ispirandosi a questo modello Studebaker. Furono però creati nuovi stampi per i lamierati destinati alla costruzione del cassone posteriore. L'alloggiamento per il carico era interamente in acciaio. Il modello era venduto con la cabina di guida, il telaio e i paraurti, ma un contenitore di servizio poteva essere fabbricato dall'utente finale (per esempio un idraulico).
Il Coupe Express era mossa dal più grande motore a sei cilindri con valvole laterali della Studebaker, ed aveva installato una trasmissione con cambio a tre velocità. La Studebaker forniva però come optional una trasmissione Borg-Warner con overdrive. Altri optional erano la radio, il riscaldamento dell'abitacolo, il lunotto posteriore scorrevole rinforzato, i copricerchioni, i cerchioni in acciaio con razze del tipo artillery oppure a raggi.
La produzione nel 1937 fu di 3000 unità.
La cabina di guida fu rivista nel 1938 per una modernizzazione, a seguito di un rifacimento del vano carico, che era ora più leggero. La produzione di quest'anno fu ci circa 1200 unità.
La Studebaker annualmente rivedeva tutti i suoi modelli, e ciò fu anche per la Coupe Express nel 1939. Questo fu l'ultimo anno di produzione con circa 1000 esemplari prodotti, e la Casa automobilistica di South Bend non offrì il modello successore per il 1940.
La Studebaker introdusse i pick-up della serie M nel 1941. Nessun esemplare di questa serie fu rinominato Coupe Express.